# Кроки

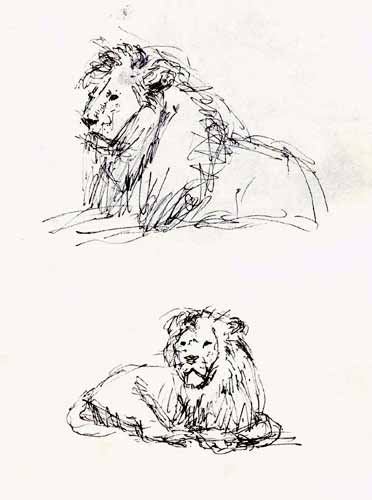
Кроки льва (1980), Frans Koppelaar

Кроки́ (фр. croquis: croquer — чертить, быстро рисовать; несклоняемое сущ., ср. род):
1. Наскоро сделанный набросок, обычно карандашный, передающий наиболее характерные черты живописного, скульптурного или архитектурного произведения.
2. Чертёж участка местности, выполненный глазомерной съёмкой, с обозначенными важнейшими объектами[1]. Как базовый для кроки может быть взят аэрофотоснимок или топографическая карта, на которые наносятся важные ориентиры, а на полях карты — рисунки этих ориентиров. Поясняющие дополнительные данные, которые нельзя изобразить графически, записываются в «легенду» на полях или обороте чертежа.
3. Чертёж машины или детали, выполненный от руки.

## В живописи
Создание кроки фактически является частью творчества любого художника. Чаще всего они делаются ради последующего использования их в композиции при создании более масштабного произведения, а также являются хорошей тренировкой для художников, развивающей глазомер, пространственное мышление, точность и образность в изображении предметов окружающего мира.
Кроки ценятся историками живописи, так как позволяют увидеть, как художник работал над будущей картиной. Кроки известных художников выставляются в художественных галереях наравне с картинами.

## В военном деле
Кроки́ — подробное изображение местности или какого-либо участка местности, выполненное с определённой тактической целью путём глазомерной съёмки, непосредственно в поле. 

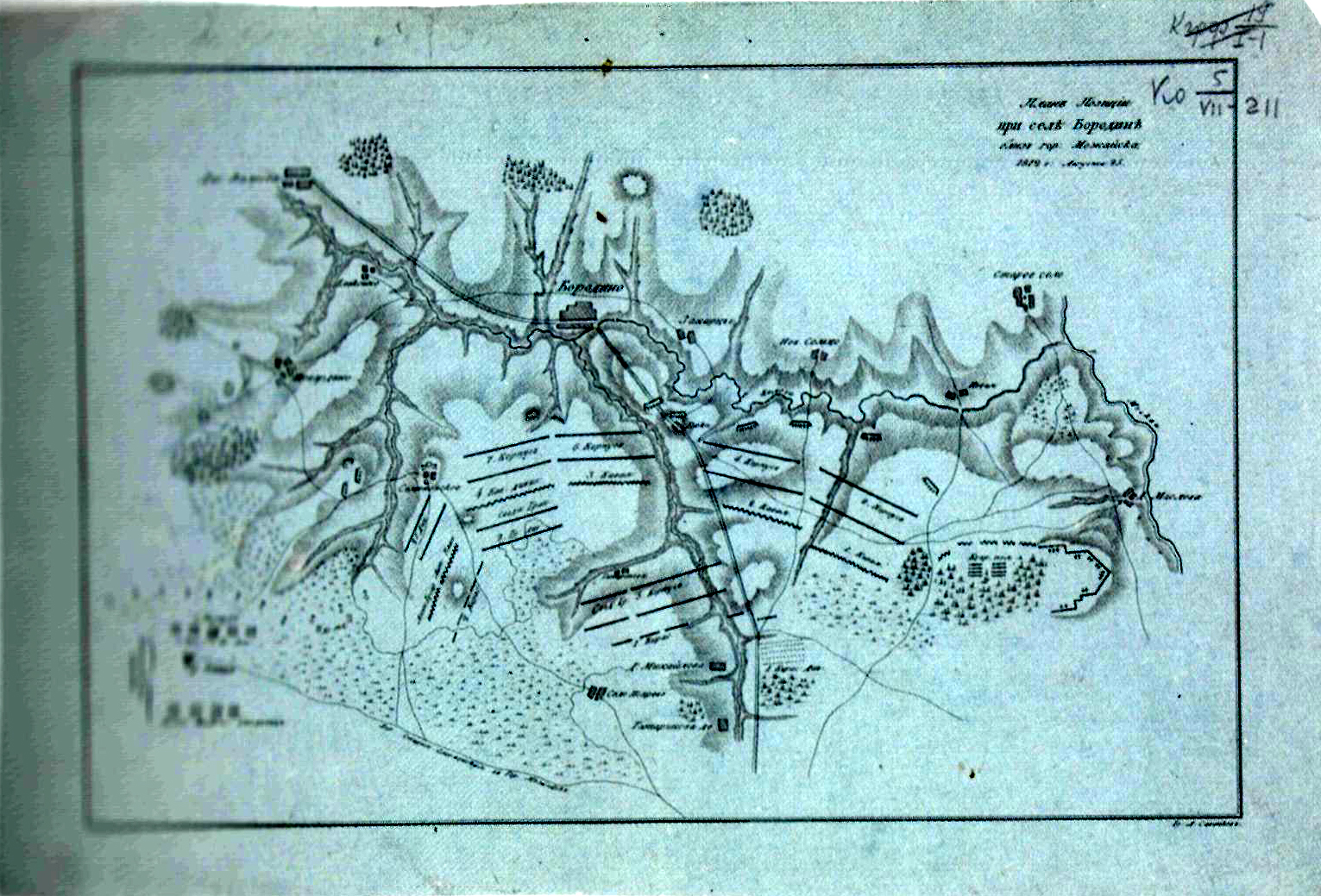
План позиции при селе Бородине близ гор. Можайска. 1812 г., августа 25. Литография, РГБ

На кроки́ отображают подробно не все топографические элементы местности, а лишь те, которые имеют значение для данной боевой задачи… При составлении кроки́ особое внимание уделяется нанесению ориентиров, в том числе, и временных (копец, куча камней)… Сведения, которые нельзя изобразить графически, помещаются в легенде.
Каждый боевой графический документ должен удовлетворять следующим основным требованиям:
1. Достоверность сведений.
2. Своевременность подготовки документа.
3. Простота и наглядность.
4. Надлежащее оформление документа.

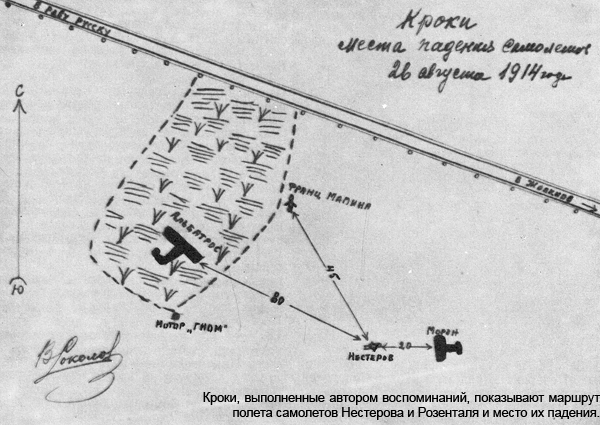
Кроки места падения самолёта Нестерова

## В авиации
Кроки́ называется схема местности, на которой отмечены характерные ориентиры, имеющие значение при выполнении полёта (например, схема аэродрома и подходов к нему), а также при расследовании авиационных событий. В последнем случае на кроки́ отмечаются следы, оставленные воздушными судами, и расположение элементов конструкции.
Кроки́ международных аэродромов РФ приведены в Сборнике аэронавигационной информации — AIP.